# Црква Светог Пантелејмона у Црвици
Црква Светог Пантелејмона у Црвици, насељеном месту на територији општине Бајина Башта, припада Епархији шабачкој Српске православне цркве.
Црква посвећена Светом великомученику Пантелејмону, подигнута је 1991. године, на месту од раније култног места на коме су се обављале пољске молитве увече сеоске славе Спасовдана. У порти цркве постоје археолошки налази, који су после почетних истраживања конзервирани.